# میلاتزو
میلاتزو (به ایتالیایی: Milazzo) یک کومونه در ایتالیا است که در استان مسینا واقع شده‌است.

## خصوصیات
میلاتزو ۲۴٫۲۳ کیلومترمربع مساحت و ۵۲٬۴۵۳ نفر جمعیت دارد و ۱ متر بالاتر از سطح دریا واقع شده‌است.